# Łebień (Nowa Wieś Lęborska)
Łebień (deutsch Labehn, kaschubisch Łebiń, auch Lëbino) ist ein Dorf in der polnischen Woiwodschaft Pommern und gehört zur Landgemeinde Nowa Wieś Lęborska (Neuendorf) im Powiat Lęborski (Kreis Lauenburg in Pommern).

## Geographische Lage
Das Dorf liegt in Hinterpommern, etwa 12 Kilometer nördlich der Kreisstadt Lębork (Lauenburg in Pommern) und 18 Kilometer südlich der Ostseestadt Łeba (Leba).
Zum Ort  führt eine Nebenstraße, die Lębork (an der polnischen Landesstraße 6, ehemalige deutsche Reichsstraße 2, heute auch Europastraße 28) mit Garczegorze (Garzigar) und Maszewko (Klein Massow, an der Woiwodschaftsstraße 213) verbindet. Über den Ort Lędziechowo (Landechow) ist die Woiwodschaftsstraße 214 in vier Kilometern zu erreichen. Hier befindet sich auch die nächste Bahnstation an der Lębork-Łeba (Lauenburg-Leba).

### Bodenschätze
Bei dem Ort wird nach Erdgas gebohrt.

## Ortsname
Die polnische Ortsbezeichnung Łebień kommt ebenso wie der deutsche Name Labehn zweimal vor: der zweite Ort liegt 30 Kilometer Luftlinie in südwestlicher Richtung östlich der Stadt Słupsk (Stolp).

## Geschichte

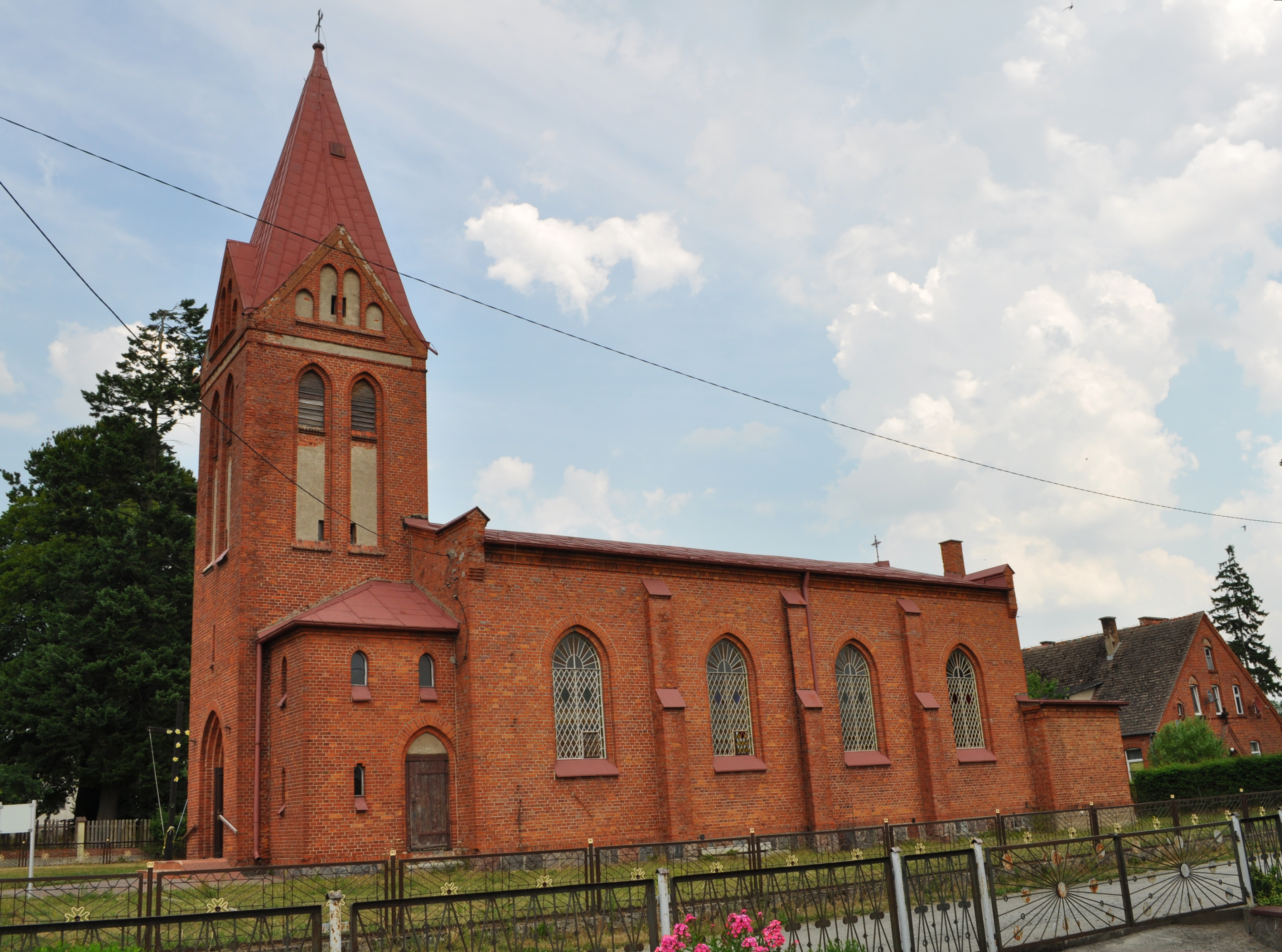
Dorfkirche (bis 1945 evangelisch).

In Labehn (früher auch Labbehn geschrieben) gab es um 1784 einen Freischulzen, neun Vollbauern, drei Büdner, ein dem römisch-katholischen Propst zu Lauenburg gehörendes Pfarrhaus mit Ackerland (eine sogenannte Plebanei), eine Kirche, in der jedoch nur einmal im Jahr – am Michaelstag – Gottesdienst abgehalten wurde, und insgesamt 16 Feuerstellen (Haushaltungen).
Labehn war 1945 ein Ort im Landkreis Lauenburg i. Pom. im Regierungsbezirk Köslin der preußischen Provinz Pommern. Es bildete mit den Gemeinden Belgard a.d. Leba (heute polnisch: Białogarda),  Garzigar (Garczegorze), Krampe (Krępa Kaszubska), Landechow (Lędziechowo) und Obliwitz (Obliwice) den Amtsbezirk Labehn.  
Gegen Ende des Zweiten Weltkriegs besetzte im Frühjahr 1945 die Rote Armee die Region. Bald darauf wurde Labehn zusammen mit ganz Hinterpommern unter polnische Verwaltung gestellt. Anschließend begann die Zuwanderung polnischer Zivilisten. Labehn erhielt den polnischen Ortsnamen Łebień . In der darauf folgenden Zeit wurden die Alteinwohner Labehns vertrieben.
Das heutige Łebień gehört zur Gmina Nowa Wieś Lęborska im Powiat Lęborski in der Woiwodschaft Pommern (1975–1998 Woiwodschaft Słupsk).

## Bevölkerungsentwicklung
| Jahr | Einwohner | Anmerkungen                                             |
| ---- | --------- | ------------------------------------------------------- |
| 1867 | 725       | [ 4 ]                                                   |
| 1871 | 737       | davon 731 Evangelische, ein Katholik und fünf Juden     |
| 1910 | 753       |                                                         |
| 1925 | 1.214     | davon 1.196 Evangelische und 18 Katholiken, keine Juden |
| 1933 | 786       | [ 6 ]                                                   |
| 1939 | 767       | [ 6 ]                                                   |

## Kirche
Die Bevölkerung von Labehn war vor 1945 überwiegend evangelischer Konfession. Während die wenigen katholischen Kirchenglieder zur Pfarrei Lauenburg in Pommern (heute polnisch: Lębork) gehörten, bildete Labehn seit 1893 zusammen mit Belgard a.d. Leba (Białogarda) ein eigenes Kirchspiel, in das außer Labehn und Belgard noch fünf Orte eingepfarrt wurden: Gans (Gęś), Klein Massow (Maszewko), Koppenow (Kopaniewo), Krampe (Krępa Kaszubska) und Zdrewen (Zdrzewno). Pfarramtssitz war Labehn, von wo aus im Jahre 1940 3200 Gemeindeglieder zu versorgen waren. Es lag im Kirchenkreis Lauenburg im Ostsprengel der Kirchenprovinz Pommern der Kirche der Altpreußischen Union. Zahlreiche durch den Zweiten Weltkrieg hindurch geretteten Kirchenbücher lagern heute im Staatsarchiv Danzig (Archiwum Państwowe Gdańskie).
Seit 1945 lebt eine überwiegend katholische Bevölkerung in Łebień. Hier besteht eine eigene Pfarrei, die dem Dekanat Łeba (Leba) im Bistum Pelplin der Katholischen Kirche in Polen eingegliedert ist. Zum Pfarrsprengel gehören die Dörfer: Bąsewice (Bonswitz), Gąska (Ganske), Karlikowo (Karlkow), Kopaniewo (Koppenow), Lędziechowo (Landechow), Maszewko (Klein Massow), Rekowo Lęborskie (Reckow), Zdrzewno (Zdrewen) sowie die Filialkirche Tawęcino (Tauenzin).
In Łebień lebende evangelische Kirchenglieder gehören zum Kirchspiel der Kreuzkirchengemeinde in Słupsk (Stolp) in der Diözese Pommern-Großpolen der Evangelisch-Augsburgischen Kirche in Polen. Kirchort ist Lębork (Lauenburg).

## Persönlichkeiten: Söhne und Töchter des Ortes
- Carl von Tiedemann (1878–1979), deutscher Offizier, zuletzt Generalleutnant im Zweiten Weltkrieg